# Anlage 615
Die Anlage 615 ist eine Drehstrom-Hochspannungs-Übertragung-Freileitung in Baden-Württemberg. Im Verlauf dieser von Netze BW (eine 100-%-Tochter des EnBW-Konzerns) betriebenen Leitung befinden sich die beiden längsten Spannfelder aller Freileitungen in Deutschland.

## Verlauf
Die Leitung beginnt am 20-/110-kV-Umspannwerk Calmbach (48° 46′ 22,1″ N, 8° 36′ 2,1″ O), das sich östlich des Bad Wildbader Ortsteiles im Tal des gleichnamigen Baches befindet, als Fortsetzung einer von Merklingen her kommenden 110-kV-Leitung. Die ersten ca. zwei Kilometer bis zur Enztalquerung führt sie Richtung Nordwesten und es werden Masten verwendet, die mit zwei Traversen ausgestattet sind. Auf der oberen Traverse werden die beiden Stromkreise Richtung Pforzheim geführt, auf der unteren eine 20-kV-Mittelspannungsleitung, die bei Calmbach am östlichen Mast der Enztalüberspannung abzweigt und zu einer Kläranlage führt.
Der östliche Mast der 1373 Meter langen Enztalüberquerung, welcher die Nummer 11 trägt, ist 72,27 Meter hoch und wurde 1966 errichtet. Bis 1992 war nur der Mittelspannungskreis in Betrieb, allerdings wurden die beiden 110-kV-Stromkreise schon damals als Bauvorleistung auf der obersten Traverse installiert.
Das westliche Ende der Enztalüberquerung wird von einem 70,59 Meter hohen Abspannmast gebildet. Er ist Mast Nummer 12 und hat zwei Traversen: die unterste trägt 2, die oberste 4 Leiterseile.
Etwa 750 Meter nordwestlich der Enztalquerung (48° 47′ 28,6″ N, 8° 34′ 35,1″ O) folgt die Eyachtalquerung (48° 48′ 18,3″ N, 8° 33′ 19,7″ O). Diese verwendet als Kreuzungsmasten zwei umgedrehte Donaumasten, die beide 70 Meter hoch sind und die Nummern 15 (südlicher Mast) und 16 (nördlicher Mast) tragen. Der Rest der Leitung führt auf Einebenenmasten. Sie dreht nach Nordosten, führt an Neuenbürg vorbei und endet im Umspannwerk Schwann in Straubenhardt, wo aus genau entgegengesetzter Richtung eine Leitung aus dem Umspannwerk Birkenfeld bei Pforzheim ankommt.

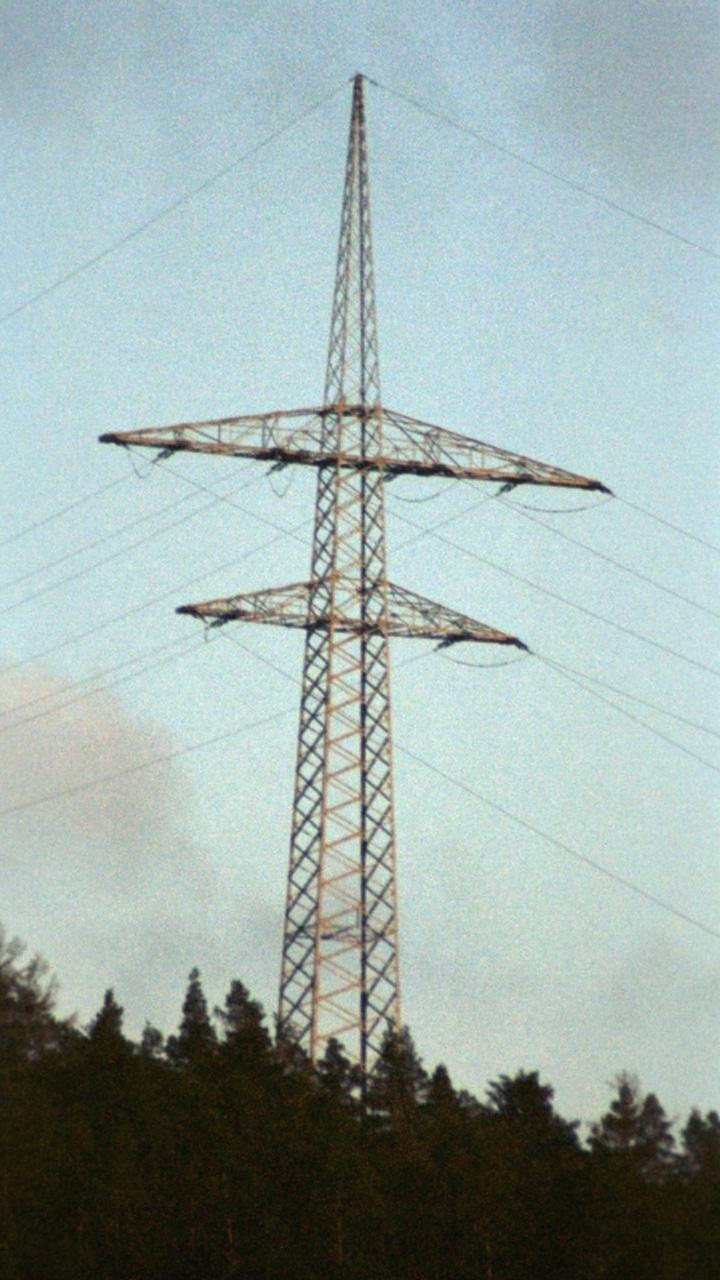
Abspannmast am Südende der Eyachtal-Überspannung
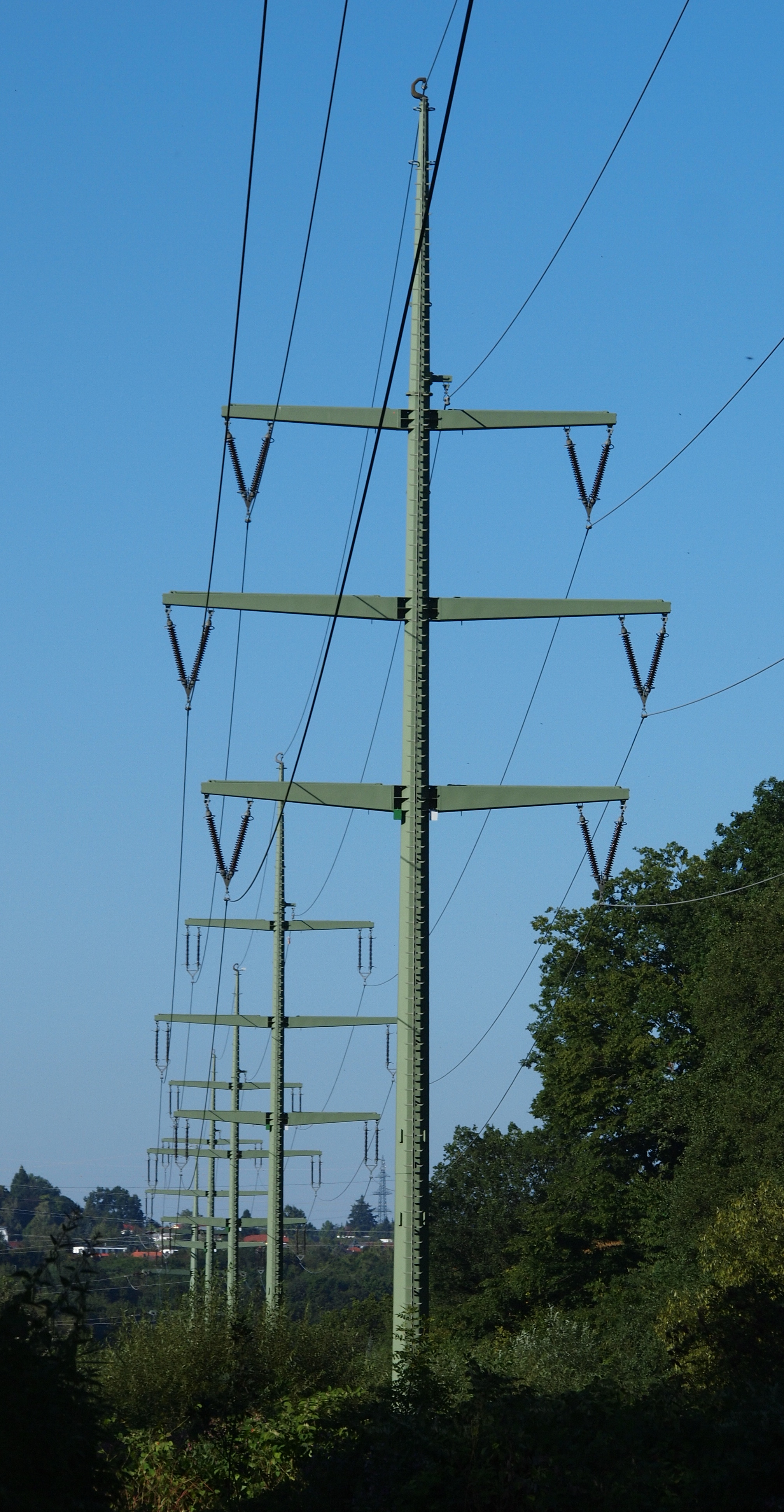
Stahlrohrmasten im Enztal bei Birkenfeld
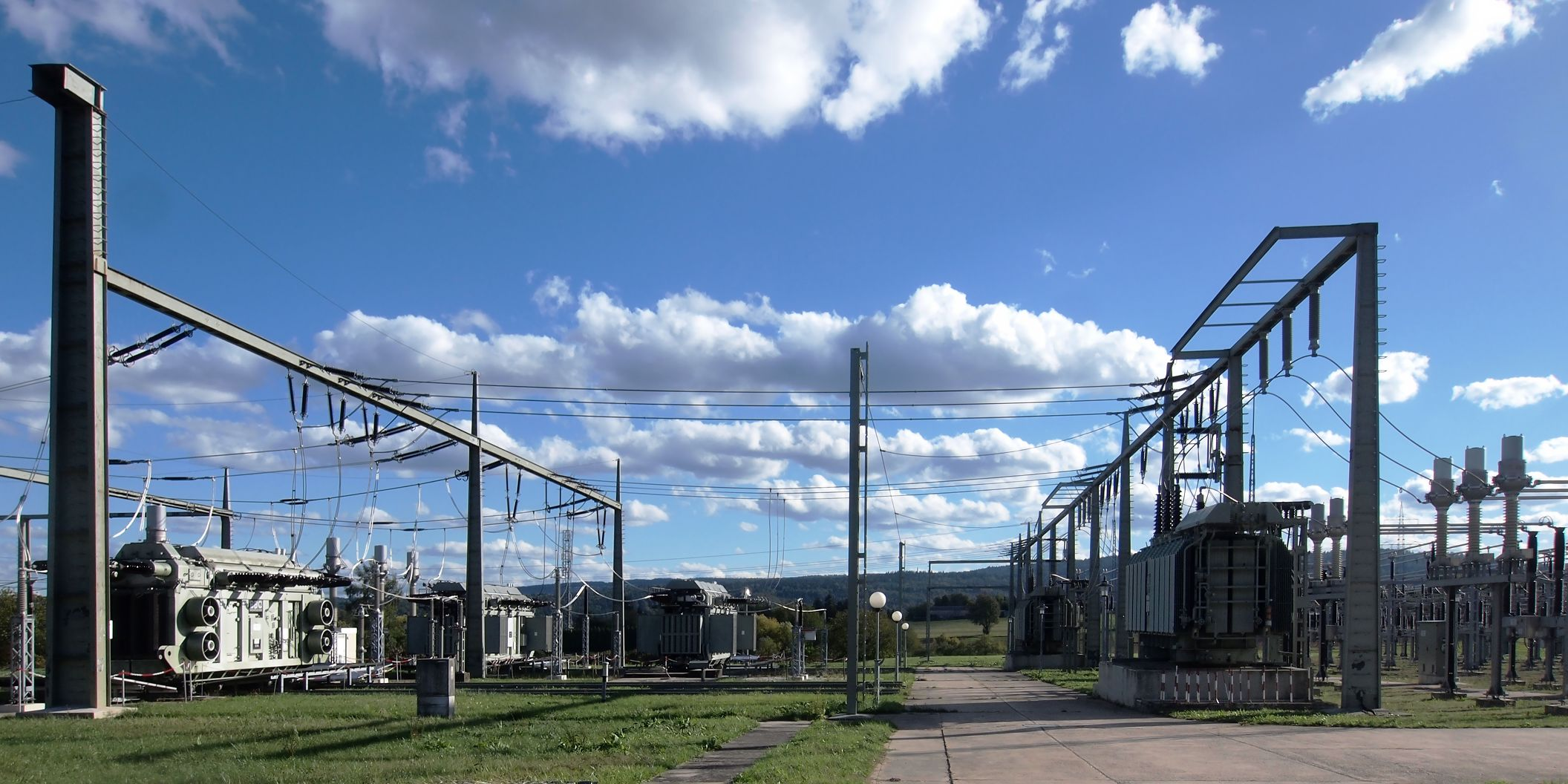
Umspannwerk Birkenfeld bei Pforzheim mit 220-/110-/20-kV-Transformatoren

## Betrieb
Die Leitungsstrecke wurde 1992 fertiggestellt. Sie dient neben der Versorgung des nördlichen Schwarzwaldes auch als Ersatz einer 110-kV-Leitung zwischen Enzberg und Pforzheim. Letztere wurde im Jahr 1928 als Teilstück einer 110-kV-Leitung zwischen Pforzheim und Hoheneck errichtet und war die erste Verbundleitung zwischen Badenwerk und Württembergischer Landeselektrizitäts AG (WLAG). Das ersetzte Teilstück wurde allerdings erst Anfang der 2000er Jahre abgebaut, auf Luftbildaufnahmen aus dem Jahre 2000 ist die Leitung noch als einsystemige 110-kV-Verbindung zu erkennen.
Obwohl die Anlage 615 durchgängig für eine Betriebsspannung von 110 kV auf beiden Stromkreisen ausgelegt wurde, wird der östliche Stromkreis zurzeit mit einer Spannung von nur 20 kV (Mittelspannung) betrieben.

## Talüberspannungen
Im Leitungsverlauf befinden sich zwei markante Kreuzungen von Flusstälern. Dies sind
- Die 1372 m lange Querung des Enztales bei Calmbach zwischen den Masten 11 (48° 47′ 13″ N, 8° 35′ 0″ O) und 12 (48° 47′ 43″ N, 8° 34′ 10,5″ O)
- Die 1444 m lange Querung des Eyachtales bei Dennach zwischen den Masten 15 (48° 48′ 1″ N, 8° 33′ 45″ O) und 16 (48° 48′ 35″ N, 8° 32′ 56″ O)

Bei letzterer handelt es sich um die längste Spannweite einer Freileitung in Deutschland. Die Abspannmasten an beiden Enden des jeweiligen Spannfeldes wurden infolge der großen Spannweite als so genannte Weitabspannmasten ausgebildet und als freistehende Stahlfachwerktürme ausgeführt. Im Unterschied zur Elbekreuzung 1 und Elbekreuzung 2 konnten die Spannmasten der beiden Talüberspannungen verhältnismäßig niedrig angeordnet werden, was durch Ausnutzung der gebirgigen Topographie des Schwarzwaldes ermöglicht wurde. Bei der Eyachtal-Überspannung, dem größten deutschen Spannfeld, beträgt deren Höhe 70 Meter.